# Mesene bigemmis
Mesene bigemmis is een vlindersoort uit de familie van de prachtvlinders (Riodinidae), onderfamilie Riodininae.
Mesene bigemmis werd in 1925 beschreven door Stichel.